# Petrúcio Ferreira
Petrúcio Ferreira dos Santos (São José do Brejo do Cruz, 18 de novembro de 1996) é um velocista paralímpico brasileiro, considerado o atleta paralímpico mais rápido do mundo. O paraibano é detentor do recorde mundial dos 100 metros rasos (10 segundos e 42 centésimos), marcado na semifinal do Mundial de Atletismo de Dubai, em 2019, e do recorde paralímpico (10 segundos e 53 centésimos). Ainda é detentor do recorde mundial dos 200 metros rasos, com 21 segundos e 10 centésimos. Nos Jogos Paralímpicos de Paris 2024, se consagrou como tricampeão paralímpico na categoria 100m T47.

## Biografia
Aos dois anos, se acidentou com uma máquina moedora de capim e perdeu parte de seu braço esquerdo. No entanto, Petrúcio e seus pais nunca deixaram que isso interferisse em sua vida.
Até 2012, o atleta sonhava em ser jogador de futebol, mas quando viu os velocistas competirem nas Paralimpíadas de Londres, mudou de ideia e decidiu que se tornaria um dos melhores paratletas do planeta. Então, ele decidiu sair de sua cidade natal, São José do Brejo do Cruz, para se mudar para João Pessoa, assim podendo se dedicar ao para-atletismo. Dedicação esta recompensada pela participação nos Jogos Paralímpicos do Rio, edição seguinte a Londres 2012.
Logo em sua primeira participação nos Jogos Paralímpicos, Petrúcio Ferreira conquistou a medalha de ouro nos 100 metros rasos e medalhas de prata nos 400 metros rasos e no revezamento 4x100 rasos.

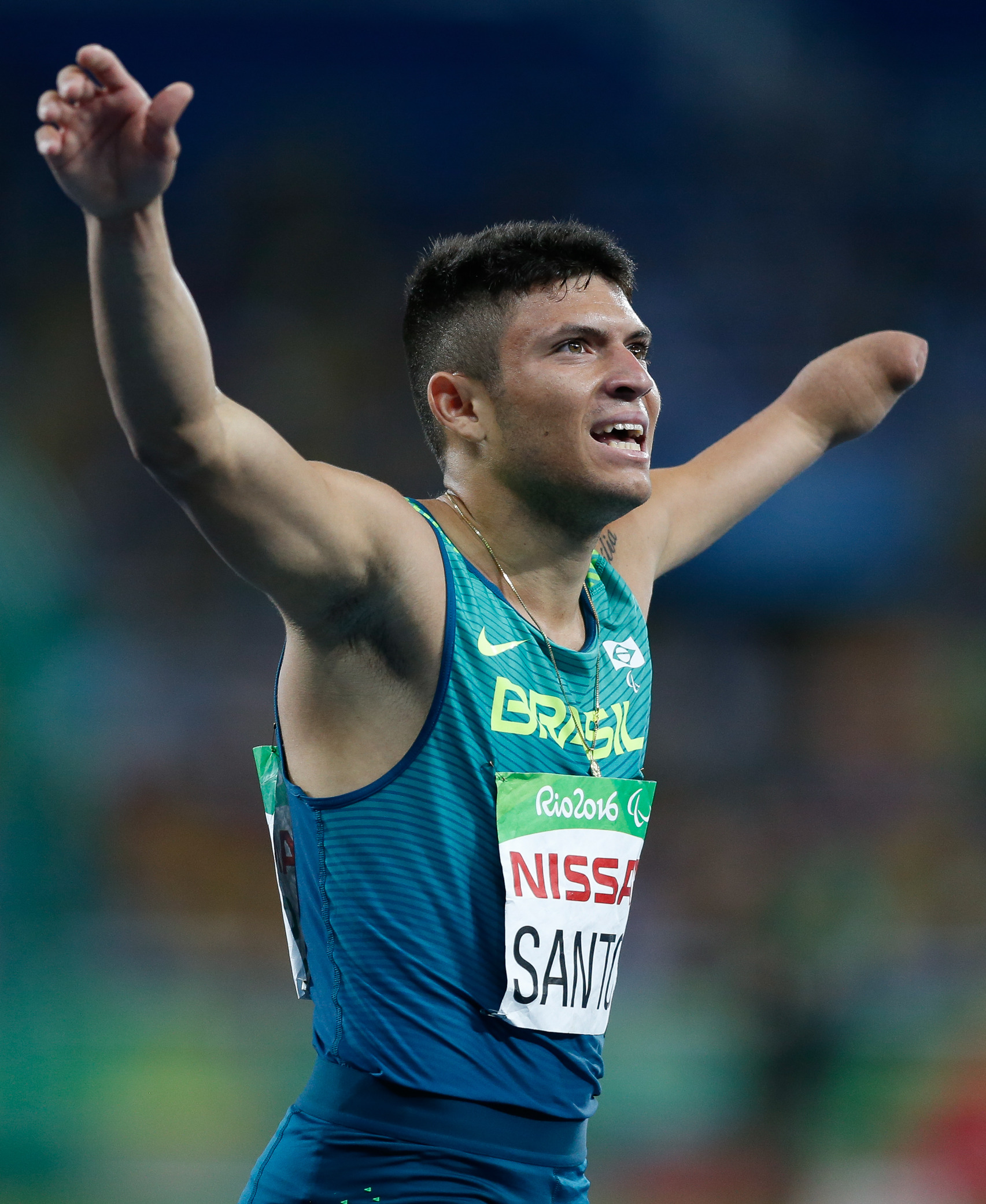
Petrúcio durante os Jogos Olímpicos Rio 2016

No ano anterior, 2015, Petrúcio foi medalhista de ouro nos 100 metros e nos 200 metros dos Jogos Parapan-Americanos de Toronto.
Em 2019, o velocista teve um ano glorioso. No mês de agosto, levou o ouro nos 100 e nos 400 metros e a prata no revezamento 4x100 misto, nos Jogos Parapan-Americanos de Lima. Já em novembro, garantiu o ouro novamente nos 100 e 400 metros, desta vez no Mundial de Atletismo de Dubai.
Nos Jogos Paralímpicos de Tóquio já se sagrou bicampeão paralímpico nos 100 metros rasos e conquistou a medalha de bronze na prova dos 400 metros.
Em 2022,durante o Desafio de Atletismo CPB/CBAt, realizado entre os dias 31 de março e 2 de abril de 2022, no Centro de Treinamento Paralímpico ,em São Paulo, Petrúcio Ferreira quebrou o recorde mundial nos 100 metros, com o tempo de 10 segundos e 29 centésimos,reforçando o título de atleta paralímpico mais rápido do mundo, ou seja, o dono do melhor tempo nos 100 metros,independentemente da classificação paralímpica. No dia seguinte, o velocista quebrou o recorde mundial da prova dos 200 metros,com o tempo de 20 segundos e 83 centésimos.Foram dois recordes mundiais quebrados em um intervalo de 24 horas. A prova dos 200 metros da classe T47 não está no programa dos Mundiais de atletismo e nem dos Jogos Paralímpicos.
No dia 16 de Junho do mesmo ano, Petrúcio participou da Oslo Bislett Games, meeting de atletismo realizado na Noruega, que é uma das etapas da Diamond League.O velocista paraibano foi um dos convidados para competir na chamada "Race to Zero", uma corrida de 100 metros que reuniu os oito atletas paralímpicos mais rápidos do mundo. Petrúcio Ferreira ficou na 2º colocação, somente atrás do norueguês Salum Kashafali da categoria T12( para pessoas com deficiência visual) , ambos com tempo de 10 segundos e 57 centésimos, sendo decidido pelo "photochart".